# Mareograf
Mareograf (mare - more, graf - crtati) je instrument koji služi za bilježenje morskih mijena (plima i oseka) i obično se postavlja iznad posebnog napravljenog bunara ili cijevi povezanim s morem. U bunaru (cijevi) pluta plovak koji se diže i spušta prateći promjene razine morske površine. Okomito kretanje plovka prenosi se žicom na kolo; na taj se načini pokreće pisaljka koja na papiru crta krivulju plime i oseke. Papir je namotan na bubanj koji satni mehanizam okreće konstantnom brzinom. Danas se podatci uglavnom spremaju u digitalnom obliku.
Postoje i mareografi koji se drže na dnu mora i koji rade na principu mjerenja tlaka stupca vode iznad njih.